# Edward Holmes (hokej na travi)
Edward Holmes (? — ?) je bivši irski hokejaš na travi. Igrao je na mjestu vratara.
Osvojio je srebrno odličje na hokejaškom turniru na Olimpijskim igrama 1908. u Londonu igrajući za Irsku. 

## Vanjske poveznice
- Profil na Sports Reference.com  Arhivirana inačica izvorne stranice od 14. rujna 2011. (Wayback Machine)